# Jorge Manduca
Jorge Ignacio Manduca Aglieri (Santa Fe, Argentina; 27 de octubre de 1979) es un exfutbolista argentino. Jugaba como arquero y su primer equipo fue Unión de Santa Fe. Su último club antes de retirarse fue Barnechea de Chile.
En la actualidad se dedica a su taller de desabolladuría y mecánica automotriz.

## Trayectoria
Tras estar en las divisiones inferiores de Boca Juniorsentre los 15 y 17 años, terminó su formación en Unión de Santa Fe, en el que debutó en 2003. Tras pasar por Sarmiento de Junín y Mitre de Santiago del Estero, recaló en Chile en 2008 en San Marcos de Arica, para luego defender los arcos de Deportes Copiapó, Coquimbo Unido y Barnechea, al que llegó en 2012. 
En el año 2010, cuando jugaba en Deportes Copiapó, Manduca debió afrontar el partido más difícil de su vida, cuando le diagnosticaron un tumor canceroso en la tiroides. Salió airoso tras una intervención quirúrgica y tras varias sesiones de quimioterapia, pudo regresar a las canchas el año siguiente.
Se retiró en Barnechea. Su último partido como profesional fue el 31 de octubre de 2018 en la victoria de su equipo 1-0 sobre Deportes Melipilla por el campeonato de Primera B.

## Clubes
| Club                         | País      | Año       |
| ---------------------------- | --------- | --------- |
| Unión de Santa Fe            | Argentina | 2002-2003 |
| Sarmiento de Junín           | Argentina | 2004-2005 |
| Mitre de Santiago del Estero | Argentina | 2005      |
| Centenario de Neuquén        | Argentina | 2006-2007 |
| San Marcos de Arica          | Chile     | 2008-2009 |
| Deportes Copiapó             | Chile     | 2010      |
| Coquimbo Unido               | Chile     | 2011      |
| Barnechea                    | Chile     | 2012-2018 |

## Palmarés

### Campeonatos nacionales
| Título                       | Club      | País  | Año  |
| ---------------------------- | --------- | ----- | ---- |
| Segunda División Profesional | Barnechea | Chile | 2017 |

### Distinciones individuales
| Distinción                                        | Año  |
| ------------------------------------------------- | ---- |
| Mejor Jugador de la Primera B de El Gráfico Chile | 2014 |